# Соколов, Станислав Михайлович
Станисла́в Миха́йлович Соколо́в (18 мая 1947 года, Москва, СССР) — советский и российский режиссёр и художник мультипликационного кино, сценарист. Заслуженный деятель искусств Российской Федерации (1995). Член АСИФА.

## Биография
Мать Соколова работала хирургом в Институте Склифосовского, отец был заведующим кафедрой Московского института физической культуры. Сам Станислав с юности занимался спортом — плаванием, лёгкой атлетикой. Также рано увлёкся живописью, обучался в школе с художественным уклоном № 236.
В 1966 году, не сумев пройти конкурс в Московский художественный институт имени В. И. Сурикова, решил набраться опыта и по совету Павла Тагера поступил на вечерние курсы художников-мультипликаторов при «Союзмультфильме». Через год принял решение продолжить обучение мультипликации во ВГИКе (1967—1972). Графической мультипликации обучался у Ивана Иванова-Вано, а объёмной — у Вадима Курчевского. Начинал художником в рисованном кино. Первой работой в качестве мультипликатора стала картина «Жил-был Козявин».
Над фильмом «Аве Мария» Соколов трудился уже в качестве художника-постановщика, но в разгар работы был призван в армию. Служил в спортивном батальоне. Демобилизовавшись, вернулся на студию и в 1977 году дебютировал в качестве режиссёра с фильмом «Догада» — экспериментальной лубочной комедией о самодовольном дуралее-женихе Дороне.
Последующие работы, в том числе картина «Чёрно-белое кино», завоевавшая ряд престижных наград на международных фестивалях, стали сдержаннее по форме. Стиль Соколова критики описывают как «кукольный натурализм» или «кукольный реализм»: его куклы изображают актёров, играющих отведённые им роли, которые при этом воспроизводят не только артикуляцию, но и непроизвольные человеческие движения — мимика, моргание.
Соколов был в числе советских мультипликаторов, работавших над совместным российско-британским сериалом «Шекспир: Великие комедии и трагедии» по Уильяму Шекспиру в составе студии «Кристмас Филмз». Впоследствии он продолжил сотрудничество с BBC, приняв участие в постановке библейского проекта «Чудотворец» о жизни Иисуса Христа. Ему выпала основная и самая трудоёмкая семидесятиминутная кукольная часть. Пятьдесят сложнейших декораций и более двухсот кукол из фаст-флекса, позволяющего придать мимике и артикуляции предельную реалистичность, были созданы в московском павильоне.
С 2001 по 2018 год Соколов был занят в работе над полнометражным мультфильмом «Гофманиада» (производство «Союзмультфильм») по мотивам жизни и сказок писателя Эрнста Теодора Гофмана. Несмотря на сложную производственную историю, картина была завершена, и 16 марта 2018 года состоялся специальный показ мультфильма на XXIII Открытом российском фестивале анимационного кино в Суздале. Российская премьера намечена на осень 2018 года.
Член Союза кинематографистов России и Союза художников России, академик киноакадемии «Ника». Профессор ВГИКа, заведующий кафедрой компьютерной графики и анимации, руководитель мастерской «Художник мультипликационного фильма».
Жена — Татьяна Анатольевна Соколова, художник-керамист. Вместе учились в художественной школе, женаты более 40 лет. Есть дочь и двое внуков.

## Фильмография

### Режиссёр
- 1976 — Бренди «Белый аист»
- 1977 — Догада
- 1977 — Счастливая
- 1978 — Кое-что о лифте
- 1979 — Про Ерша Ершовича
- 1980 — Солдат и сад
- 1981 — Бездомные домовые
- 1983 — Рыбья упряжка
- 1984 — Чёрно-белое кино
- 1985 — Падающая тень
- 1988 — Большой подземный бал
- 1990 — Золотая шпага — совместно с Г. Шумским
- 1990 — Что там, под маской?
- 1991 — Буря, цикл «Шекспир: Великие комедии и трагедии»
- 1993 — Зимняя сказка, цикл «Шекспир: Великие комедии и трагедии»
- 2000 — Чудотворец — совместно с Дереком Хейсом
- 2001 — Аль-Фатиха. Мусульманская молитва
- 2001 — Молитва «Отче наш» — совместно с Еленой Ливановой
- 2003 — Шма Исраэль (Иудейская молитва)
- 2006 — Гофманиада
- 2010 — Гофманиада. Часть первая. Вероника
- 2018 — Гофманиада
- 2024 — Булгаковъ

### Сценарист
- 1990 — Золотая шпага — совм. с А. Александровым, Г. Шумским
- 2001 — Аль-Фатиха. Мусульманская молитва
- 2003 — Шма Исраэль (Иудейская молитва)
- 2018 — Гофманиада — совм. с В. Славкиным
- 2024 — Булгаковъ

### Художник-постановщик
- 1972 — Аве Мария
- 1974 — Молодильные яблоки — совм. с В. Лалаянцем
- 1974 — Проделкин в школе — совм. с В. Угаровым, В. Гиляровой, С. Митрофановой
- 1975 — В порту
- 1976 — Бренди «Белый аист»
- 1976 — Ночь весны
- 1977 — Догада
- 1977 — Бренди «Арарат»
- 1977 — Счастливая
- 1978 — Кое-что о лифте
- 1979 — Про Ерша Ершовича
- 1981 — Бездомные домовые — совм. с В. Дудкиным
- 1983 — Рыбья упряжка — совм. с Е. Ливановой
- 2024 — Булгаковъ

### Художник
- 1970 — Синяя птица
- 1971 — Золочёные лбы

### Мультипликатор
- 1966 — Жил-был Козявин
- 2001 — Молитва «Отче наш»

### Художественный руководитель
- 2013 — Кукарача
- 2018 — Петер-баас

## Документальное кино
- Станислав Соколов снимался в документальном сериале «Союзмультфильм — сказки и были» (серии «Жизнь среди кукол», 2004; «Сказки старого Арбата», 2004)[2].

## Награды и звания
- Орден Дружбы (6 декабря 2019 года) — за большой вклад в развитие отечественной культуры и искусства, многолетнюю плодотворную деятельность[9]
- Заслуженный деятель искусств Российской Федерации (19 октября 1995 года) — за заслуги в области искусства[1]
- Премия Правительства Российской Федерации в области культуры (25 декабря 2024 года) — за создание документального фильма «Наши герои»[10]
- 1983 — МКФ в Оденсе — Первый приз, фильм «Рыбья упряжка»
- 1985 — МКФ анимационных фильмов в Загребе — Первая премия в категории фильмов продолжительностью свыше 12 минут, фильм «Чёрно-белое кино»
- 1985 — МКФ Cinanima в Эшпиньо, Португалия — Первый приз, фильм «Чёрно-белое кино»
- 1991 — МКФ в Каире — Главный приз «Золотой Каир», фильм «Золотая шпага»
- 1991 — МКФ фильмов для молодёжи в Лане — Специальный приз жюри, фильм «Золотая шпага»
- 1992 — МКФ Cinanima в Эшпиньо, Португалия — Первый приз, фильм «Буря»
- 1994 — МКФ в Нью-Йорке — Главный приз, фильм «Зимняя сказка»
- 1994 — МКФ детских фильмов в Чикаго — Первый приз, фильм «Зимняя сказка»

## Выставки
- Выставка к 75-летию киностудии «Союзмультфильм». Библиотека киноискусства имени С. М. Эйзенштейна представляет выставку эскизов, кукол, макетов, фотографий, афиш «СОЮЗ-МУЛЬТ-ШЕДЕВРЫ». Представлены работы художников Анатолия Сазонова, Сергея Алимова, Леонида Шварцмана, Станислава Соколова и других[11].